# Saison 4 de Smallville
Chronologie
Saison 3 Saison 5
Cet article présente les épisodes de la quatrième saison de la série télévisée Smallville.

## Distribution
- Tom Welling (VF : Tony Marot) : Clark Kent
- Kristin Kreuk (VF : Laura Blanc) : Lana Lang
- Michael Rosenbaum (VF : Damien Ferrette) : Lex Luthor
- Jensen Ackles (VF : Fabrice Josso) : Jason Teague (20 épisodes)
- Allison Mack (VF : Edwige Lemoine) : Chloe Sullivan (21 épisodes)
- John Glover (VF : Pierre Dourlens) : Lionel Luthor (13 épisodes)
- Annette O'Toole (VF : Brigitte Virtudes) : Martha Kent
- John Schneider (VF : Patrick Béthune) : Jonathan Kent

## Acteurs récurrents
- Erica Durance (VF : Véronique Desmadryl): Loïs Lane (13 épisodes)
- Jane Seymour (VF : Evelyne Séléna) : Geneviève Teague (6 épisodes)
- Camille Mitchell (en) (VF : Jocelyne Darche) : Nancy Adams (4 épisodes)
- Michael Ironside (VF : Jean-Pierre Moulin (acteur)) : Général Sam Lane (3 épisodes)
- Terence Stamp (VF : Michel Ruhl) : Voix de Jor-El (2 épisodes)
- Margot Kidder (VF : Perrette Pradier) : Bridgette Crosby (2 épisodes)
- Sarah Carter (VF : Laura Préjean) : Alicia Baker (2 épisodes)
- Kyle Gallner (VF : Donald Reignoux) : Bart Allen / Flash (1 épisode)
- Robert Wisden (VF : Mathieu Buscatto) : Gabe Sullivan (1 épisode)
- Eric Johnson (VF : Jérôme Pauwels) : Whitney Fordman (1 épisode)

## Épisodes

### Épisode 1:Renaissance
- États-Unis /  Canada : 22 septembre 2004 sur The WB[1] / Citytv[2]
- France : 23 avril 2005 sur M6[réf. souhaitée]
- Québec : 28 août 2006 sur VRAK.TV

- États-Unis : 6,07 millions de téléspectateurs
- France : 4,1 millions de téléspectateurs[réf. souhaitée]

- Erica Durance (Loïs Lane)
- Rekha Sharma (Dr Harden)
- Margot Kidder (Bridgette Crosby)
- Ona Grauer (Dr Gabrielle Vaughn)

- Chloé n'apparaît pas physiquement dans cet épisode.
- Quand Clark (sous les traits de Kal-El) arrive vers l'avion de Lex Luthor, le pilote s'exprime alors « Regarde, qu'est ce que c'est? Un oiseau? Un avion? », pouvant ainsi rappeler l'accroche du dessin animé Superman de Max Fleischer.
- Le docteur Swann envoie Bridgette Crosby (Margot Kidder) connue pour avoir joué le rôle de Loïs Lane dans les films Superman ; pour le représenter. En réalité l'acteur, Christopher Reeve, est décédé le 10 octobre 2004.
- Première apparition de Erica Durance (Lois) et Jensen Ackles (Jason).

### Épisode 2:Confrontations
- États-Unis : 29 septembre 2004
- France : 23 avril 2005
- Québec : 4 septembre 2006

- États-Unis : 5,66 millions de téléspectateurs
- France : 4,1 millions de téléspectateurs

- Erica Durance (Loïs Lane)
- Michael Ironside (général Sam Lane)

- Cet épisode a beaucoup de similitudes avec le film Terminator 2 ; le méchant est fait de métal liquide et peut faire toutes sortes d'armes blanches, la fin du film et de l'épisode se passent dans une fonderie et enfin le méchant termine dans du métal en fusion.
- Michael Ironside a doublé le personnage de Darkseid dans Superman, l'Ange de Metropolis et La Ligue des justiciers.
- A 22 minutes on peut apercevoir une photo montrant la mère de Loïs différente de l'épisode 8 de la saison 10 où la mère de Loïs est jouée par Teri Hatcher.

### Épisode 3:Beauté empoisonnée
- États-Unis : 6 octobre 2004
- France : 30 avril 2005
- Québec : 11 septembre 2006

- Michael Ironside (Général Sam Lane)
- Julianne Christie (Dr Elaine Fine)
- Eric Johnson (Whitney Fordman)
- Erica Durance (Loïs Lane)
- Brianna Lynn Brown (Abigail Fine)

- Lionel n'apparaît pas dans cet épisode.
- Dernière apparition d'Eric Johnson (Whitney).

### Épisode 4:Fou d'amour
- États-Unis : 13 octobre 2004
- France : 30 avril 2005
- Québec : 18 septembre 2006

- Erica Durance (Loïs Lane)
- Lisa Marie Caruk (Cheerleader)
- Rob Freeman (Coach Quigley)
- Graham Young
- Graham Kosakoski (Dan Cormay)
- Jared Keeso (Nate)
- Colby Wilson
- Moneca Delain (Mara)
- Amanda Walsh (VF : Céline Mauge) : Mandy
- Chelan Simmons (Rhonda)

- Lionel n’apparaît pas dans cet épisode.
- Cet épisode est dédié à la mémoire de Christopher Reeve, l'interprète de Superman dans les premiers films.

### Épisode 5:Sans limite
- États-Unis : 20 octobre 2004
- France : 7 mai 2005
- Québec : 25 septembre 2006

- Kyle Gallner (VF : Donald Reignoux) (Bart Allen/Impulse)
- Benjamin Ratner (Hanison)

- Lionel n’apparaît pas dans cet épisode.
- On peut reconnaître dans cet épisode le personnage d'Impulse.
- Bart est l'une des premières personnes à super-pouvoir à ne pas devenir un antagoniste à Clark et ainsi ne finit pas dans un asile ou mort.
- Toutes les fausses cartes d'identités de Bart portent les noms des autres Flash dans les comics : Barry Allen, Jay Garrick et Wally West.
- Le polo rouge et le sac à dos de Bart comportent un éclair rappelant le costume de Flash.

### Épisode 6:Dans la peau d'un autre
- États-Unis : 27 octobre 2004
- France : 7 mai 2005
- Québec : 2 octobre 2006

- J. P. Manoux (VF : Tanguy Goasdoué) (Edgar Cole)
- Margot Kidder (VF : Perrette Pradier) (Bridgette Crosby)

### Épisode 7:La Force des mots
- États-Unis : 3 novembre 2004
- France : 14 mai 2005
- Québec : 9 octobre 2006

- Trent Ford (Mr Mxyztplk)
- Kevan Kase (Danny Crozer)
- Rob Freeman (Coach Quigley)
- Graham Young

- Lionel Luthor n'apparaît pas dans cet épisode.

### Épisode 8:Les Trois Sorcières
- États-Unis : 10 novembre 2004
- France : 14 mai 2005
- Québec : 16 octobre 2006

Erica Durance (Loïs Lane)
- Lionel n’apparaît pas dans cet épisode.

### Épisode 9:De père en fils
- États-Unis : 17 novembre 2004
- France : 21 mai 2005
- Québec : 23 octobre 2006

- Jane Seymour (Genevieve Teague)
- Cobie Smulders (VF : Sylvie Jacob) (Shannon Bell)
- Claudette Mink (Corinne Hartford)

### Épisode 10:Peur panique
- États-Unis : 1er décembre 2004
- France : 21 mai 2005
- Québec : 30 octobre 2006

- Malcolm Stewart (Dr Otis Ford)
- Samantha Ferris (Warden Anita Stone)
- Jerry Wasserman (Dr Scanlan)

- Dans cet épisode, une toxine est à l'origine de crises liées aux plus grandes phobies des protagonistes, or c'est une référence à Jonathan Crane, alias L'Épouvantail, un ennemi de Batman qui manipule ses victimes avec un gaz phobogène.

### Épisode 11:Seul
- États-Unis : 26 janvier 2005
- France : 28 mai 2005
- Québec : 6 novembre 2006

- John Pyper-Ferguson (VF : Nicolas Marié) (Dr William McBride)
- Sarah Carter (VF : Laura Préjean) (Alicia Baker)

- Chloé aurait connu Jimmy Olsen au Daily Planet.

### Épisode 12:Désignée coupable
- États-Unis : 2 février 2005
- France : 28 mai 2005
- Québec : 13 novembre 2006

- Jane Seymour (Geneviève Teague)
- Derek Hamilton (VF : Pascal Nowak) (Tim Westcott)
- Sarah Carter (Alicia Baker)
- Erica Durance (Loïs Lane)
- Camille Mitchell (Shérif Nancy Adams)

- Lionel n’apparaît pas dans cet épisode.
- Chloé apprend le secret de Clark, mais décide d'attendre qu'il soit prêt à lui en parler par lui-même.
- Alicia meurt vers la fin de l'épisode et Clark commence à avoir des remords.

### Épisode 13:Jeu dangereux
- États-Unis : 9 février 2005
- France : 4 juin 2005
- Québec : 20 novembre 2006

- Chris Carmack (VF : Denis Laustriat) (Geoff Johns)
- Erica Durance (Loïs Lane)

- Lionel n’apparaît pas dans cet épisode.
- Le nom du Krypto-monstre de cet épisode est une référence au chef créatif de DC Entrainment Geoff Johns.

### Épisode 14:Entre chien et loup
- États-Unis : 16 février 2005
- France : 4 juin 2005
- Québec : 27 novembre 2006

- Jane Seymour (Genevieve Teague)
- Diego Klattenhoff (Josh Greenfield)
- Erica Durance (Loïs Lane)
- Nolan Gerard Funk (Zack Greenfield)

- Vers la fin de l'épisode, Clark propose le nom de Krypto pour le chien. Or Krypto est le nom du chien de Superman dans les comics.

### Épisode 15:Dans l'enfer de Shanghai
- États-Unis : 23 février 2005
- France : 11 juin 2005
- Québec : 4 décembre 2006

- Byron Mann
- Michelle Goh

- Chloé n'apparaît pas dans cet épisode.
- Lorsqu'Isabelle reprend possession du corps de Lana et qu'elle combat Clark en Chine, son style de combat et ses bonds incessants rappellent le film Tigre et Dragon.

### Épisode 16:Lucy
- États-Unis : 2 mars 2005
- France : 11 juin 2005
- Québec : 11 décembre 2006

- Peter Wingfield (Marcus Becker)
- Erica Durance (Loïs Lane)
- Peyton List (VF : Caroline Lallau) (Lucy Lane)

### Épisode 17:Lex contre Lex
- États-Unis : 13 avril 2005
- France : 18 juin 2005
- Québec : 18 décembre 2006

Malcolm Stewart (Dr Sinclair)
- Jason n'apparaît pas dans cet épisode.
- La bague de kryptonite de Lex est un clin d’œil au comics, où ce dernier est bien au courant de la faiblesse de Superman.
- Le titre original fait référence à l'agate, sorte verrerie verte qui ressemble aux pierre précieuses, une façon subtile de faire la différence entre le bon et le méchant Lex.
- Phrase d’accroche de l'épisode :«Je suis le méchant de L'histoire».

### Épisode 18:De corps en corps
- États-Unis : 20 avril 2005
- France : 18 juin 2005
- Québec : 1er janvier 2007

- Erica Durance (Loïs Lane)
- Beatrice Rosen (VF : Barbara Tissier) (Dawn Stiles)
- Camille Mitchell (Shérif Nancy Adams)
- Kandyse McClure (Harmony)

- Lionel n'apparaît pas dans cet épisode.

### Épisode 19:Amnésie
- États-Unis : 27 avril 2005
- France : 25 juin 2005
- Québec : 8 janvier 2007

- Erica Durance (Loïs Lane)
- Jonathan Bennett (Kevin Grady)
- Tom Butler (Mr Grady)
- Camille Mitchell (Shérif Nancy Adams)

- Lionel n'apparaît pas dans cet épisode.

### Épisode 20:L'Enfant qui venait d'ailleurs
- États-Unis : 4 mai 2005
- France : 25 juin 2005
- Québec : 15 janvier 2007

- Jane Seymour (VF : Évelyne Séléna) (Genevieve Teague)
- Jeffrey Ballard (VF : Brice Ournac) (Evan à 14 ans)
- Colin Ford (VF : Brigitte Lecordier) (Evan à 7 ans)
- Camille Mitchell (Shérif Nancy Adams)

- Jason n'apparaît pas dans cet épisode.

### Épisode 21:À jamais
- États-Unis : 11 mai 2005
- France : 2 juillet 2005
- Québec : 22 janvier 2007

- Erica Durance (Loïs Lane)
- Jane Seymour (Genevieve Teague)
- Steven Grayhm (VF : Damien Witecka) (Brendan Nash)

### Épisode 22:Chaos
- États-Unis : 18 mai 2005
- France : 2 juillet 2005
- Québec : 29 janvier 2007

- Erica Durance (Loïs Lane)
- Jane Seymour (Genevieve Teague)

- Cet épisode dure 50 minutes.
- Jensen Ackles fait sa dernière apparition en tant que personnage principal.
- Loïs raconte que dans son cauchemar elle a vu un homme avec une cape rouge : il s'agit d'une référence au costume emblématique de Superman.
- Lana remet une des pierres à Clark.